# Orthotrichum pallens
Orthotrichum pallens (deutsch Blasses Goldhaarmoos) ist eine Laubmoos-Art aus der Familie Orthotrichaceae.

## Merkmale
Die kleinen, polsterförmigen Räschen sind grün bis hellgrün, die einzelnen Pflanzen sind verzweigt und bis 1,2 Zentimeter groß. Die Blätter sind trocken locker anliegend, feucht aufrecht abstehend. Sie sind aus eilänglichem Grund lanzettlich verlängert und gekielt, die kurze Spitze ist stumpflich oder abgerundet. Die breiteste Stelle der Blätter ist im untersten Blattdrittel. Die Blattränder sind umgerollt, die Blattrippe endet vor der Blattspitze. Die Blattzellen sind unten kürzer oder länger rechteckig, dünnwandig und durchsichtig. Im oberen Blattteil sind sie rundlich, etwa 11 bis 15 Mikrometer groß und papillös mit einer oder zwei Papillen pro Zelle.
Die eilängliche und unten allmählich in die Seta übergehende Sporenkapsel ist bleichgelb und zur Hälfte oder mehr aus den Blättern emporgehoben. Die Urne ist längs gestreift, jeder der acht Streifen ist in der Mitte 6 bis 8 Zellreihen breit. Die Spaltöffnungen der Kapselwand sind kryptopor (eingesenkt), wobei sie aber von den darüber vorspringenden Zellen meist wenig oder nur halb bedeckt sind (pseudophaneropor). Die kegelige bis leicht glockenförmige Kalyptra ist nackt oder selten mit wenigen kurzen Haaren besetzt. Die Vaginula (Scheidchen, röhrige Hülle um den Sporogonfuß) ist gewöhnlich kahl, auch hier sind nur selten einzelne kurze Haaren vorhanden. Das doppelte Peristom besteht aus dem äußeren mit 8 dicht und fein papillösen Paarzähnen und dem inneren mit gewöhnlich 16 glatten Fortsätzen, wobei davon 8 länger und 8 kürzer oder nur rudimentär vorhanden sind. Bei trockenen und entleerten Kapseln sind die äußeren Peristomzähne zurückgeschlagen. Sporen sind feinwarzig und 14 bis 18 Mikrometer groß. Sporenreifezeit ist von Mai bis Juli.

## Standortansprüche
Orthotrichum pallens wächst in erster Linie epiphytisch auf der Rinde von Laubbäumen wie Buchen, Eschen, Ahorn, Ulmen, Pappeln, Linden, Ebereschen, Schwarzer Hollunder, Apfelbäume. Nur selten besiedelt es Mauern und Beton.

## Verbreitung
In Deutschland, Österreich und der Schweiz ist die Art besonders in kühlen und niederschlagsreicheren, montanen Gebieten verbreitet und oft häufig. In den Alpen steigt sie bis zur Waldgrenze. In Deutschland ist sie in den Alpen, im Südschwarzwald und im höheren schwäbischen Jura häufig, in den anderen Mittelgebirgen und im Hügelland verbreitet bis zerstreut, in Norddeutschland selten oder fehlend. In Europa gibt es Vorkommen vom Mittelmeergebiet im Süden bis Spitzbergen im Norden.
Weltweit ist das Verbreitungsgebiet Europa, Nordasien, Südwestasien, Grönland, Nordamerika und Venezuela.